# 連鎖販売取引の企業一覧
連鎖販売取引の企業一覧（れんさはんばいとりひきのきぎょういちらん）とは、連鎖販売取引によって営業を行っている企業の一覧である（網羅ではなく一部）。

## あ行
- アイスター（アイレディース化粧品）
- アイエムエスジャパン[2]
- I・TEC INTERNATIONAL
- AIMS
- AQUA
- アトコントロール
- アニューウェル
- アムウェイ[3]
- アリックス ARIIX Japan
- アンビット・エナジー・ジャパン
- イオスコーポレーション
- インフィニットクリエーション
- ウインズインターナショナル
- ヴィヴ[4]
- MMS（現・メディアクロス）[5]
- エムゴールデックス
- エムフェイス
- エンゴールデックス
- エコスト (ecost)
- ACNジャパン (エーシーエヌジャパン)

## か行
- ギャルドローブジャパン
- 株式会社グリオ
- グローバルインターゴールド
- 株式会社　今・巴里
- 株式会社REAL （CLOUD）
- 株式会社CREA （CLOUD）

## さ行
- サミットインターナショナル
- ザンゴ
- サンヨーメガ[6]
- サンテクレアール
- シズル
- シナジーワールドワイド
- シャクリー
- ジャパンライフ
- シャルレ
- シャンデール
- ジャパン・ヘルス・サミット
- Join（アクセル・モバイル）
- スターサービス
- スターライン
- ストラトグロウ合同会社
- 生命科学研究所（行政処分）
- セネカ
- セプテムプロダクツ
- ゼロモバイル
- 全国福利厚生共済会（全厚済）

## た行
- ダイヤモンドライフ （行政処分・化粧品など）
- タッパーウェア
- タヒチアンノニインターナショナル
- ティエンズ
- 日本直販総本社
- ドテラ（doTERRA）[7]

## な行
- 日本自由化事業協会
- 日本セーラ
- 日本フルハップ
- ニューウエイズ[6]
- ニュースキン
- ナチュラリープラス
- ノヴァーレ・ジャパン
- ノエビア
- ニナファームジャポン

## は行
- VanaH（旧・バナ）
- ハーバライフ[8]
- パラワン・ノニ・ジャパン
- ひとり起業家アカデミー
- ビー・エッチ・シー
- Vyvo Network Japan
- PMG（連鎖販売取引）
- フィールズ
- フォーリーフジャパン
- フォーエバーリビングプロダクツ ジャパン
- フォーデイズ
- ブライトン・インターナショナル・インベストメント
- フローライト
- ベルセレージュ

## ま行
- マイン
- MARC-2
- MORINDA
- MODERE
- マリーンワークス
- 三基商事（ミキプルーンなど）
- モナヴィー

## や行
- ヤングリヴィング
- ユサナ
- ユナイテッドパワー[6]
- ユニシティ
- 有限会社リード

## ら行
- ライフコンシェルジュ
- リゾネット（トリニティクラブ）[9]
- レヴェドボゥ化粧品
- ロイヤル化粧品

## わ行
- ワースワイルドットコム（2009年8月以降はフランチャイズ形態に移行）
- ワールドビジョン[5]（上記旧MMS（現メディアクロス）の関連企業　同名のNGO団体とは無関係）